# Barbara Bachlechner
Barbara Bachlechner (Merano, 9 aprile 1956) è un'ex multiplista italiana.

## Biografia
Fu sei volte campionessa italiana assoluta: una volta nel salto in lungo indoor, tre nel pentathlon all'aperto, una nel pentathlon al coperto e una nell'eptathlon.
Nel 1979 vinse la medaglia di bronzo nel pentathlon ai Giochi del Mediterraneo di Spalato.

## Palmarès
| Anno | Manifestazione          | Sede    | Evento     | Risultato | Prestazione | Note |
| ---- | ----------------------- | ------- | ---------- | --------- | ----------- | ---- |
| 1979 | Giochi del Mediterraneo | Spalato | Pentathlon | Bronzo    | 3994 p.     |      |

## Campionati nazionali
- 1 volta campionessa italiana assoluta del salto in lungo indoor[1] (1977)
- 3 volte campionessa italiana assoluta del pentathlon[1] (1978, 1979, 1980)
- 1 volta campionessa italiana assoluta del pentathlon indoor[1] (1980)
- 1 volta campionessa italiana assoluta dell'eptathlon[1] (1980)

1977
- Oro ai campionati italiani assoluti di atletica leggera indoor, salto in lungo - 5,73 m

1978
- Oro ai campionati italiani assoluti di atletica leggera, pentathlon - 3853 punti

1979
- Oro ai campionati italiani assoluti di atletica leggera, pentathlon - 4070 punti

1980
- Oro ai campionati italiani assoluti di atletica leggera, pentathlon - 3988 punti
- Oro ai campionati italiani assoluti di atletica leggera indoor, pentathlon - 3874 punti
- Oro ai campionati italiani assoluti di atletica leggera indoor, eptathlon - 5131 punti